# 山門久美
山門 久美（やまかど くみ、8月14日 - ）は日本の女性声優。東京都出身。

## 人物
ぷろだくしょんバオバブ、アーツビジョンに所属していた。
方言は石川弁。
趣味・特技は紙芝居、講談、スキンダイビング、スキューバーダイビング、インド舞踊、世界の料理づくり、天然。 
資格はライフセイバー、英検2級、書道初級。

## 出演作品

### テレビアニメ
1996年
- ハーメルンのバイオリン弾き（バーディ、女）

2000年
- しましまとらのしまじろう（2000年 - 2010年、モッコちゃん、たま子先生[1]〈初代〉 他） - 3シリーズ
- ニャニがニャンだー ニャンダーかめん（キャッチン）
- ワイルドアームズ トワイライトヴェノム（秘書）

2001年
- スターオーシャンEX（女A）
- 逮捕しちゃうぞ SECOND SEASON（おばさん）

2003年
- アストロボーイ・鉄腕アトム（副船長）
- スクラップド・プリンセス（女の人A）
- 探偵学園Q（看護師）
- マーメイドメロディーぴちぴちピッチ（2003年 - 2004年、アクアレジーナ、タキ、女性教師） - 2シリーズ

2004年
- 爆裂天使（女生徒D）

2005年
- ふしぎ星の☆ふたご姫（町の人）

2006年
- BLEACH（2006年 - 2007年、中央四十六室、新村さん）

### OVA
2004年
- 天罰エンジェルラビィ☆（アナウンス）

### 劇場アニメ
2004年
- ハードル 真実と勇気の間で（大崎幸子〈賢之介の母〉）

### ゲーム
2004年
- 犬夜叉 〜呪詛の仮面〜

2005年
- ラジアータ ストーリーズ （モルガン）

2006年
- BLEACH 〜放たれし野望〜（鈴木すず）

### 吹き替え

#### 映画
- アースブレイク
- エーミールと探偵たち
- オー・ブラザー!（少年）
- カーミットのどろんこ大冒険
- 13デイズ（ジャクリーン・ケネディ）※DVD版
- スノー・クイーン 〜雪の女王〜
- ディープ・インパクト
- ドッグヴィル（マーサ）
- 飛ぶ教室（ゼバスティアン・クロイツカム）
- トリコロールに燃えて
- NERO ザ・ダーク・エンペラー（メッサリナ）
- バッファロー'66
- フィオナが恋していた頃
- ベッカムに恋して
- ボックス（クリスタ）
- マペットめざせブロードウェイ!（ブルック・シールズ）※ソニー・ピクチャーズ版
- マルホランド・ドライブ
- マレーナ
- マン・オン・ザ・ムーン
- U-571 ※2004年テレビ朝日版
- レッドベルト 傷だらけのファイター（ローラ）
- わたしたちの島で わんぱくアザラシのモーセ（マーリン）

#### テレビドラマ
- ザッツ・ライフ〜リディアの人生ゲーム（キャンディー）
- サブリナ（シーシー）
- サンドゥ、学校へ行こう!（チャ・ポリ）
- パワーレンジャー・ターボ（女生徒）
- ベティ〜愛と裏切りの秘書室（カタリーナ・アンヘル、ベルタ・ムーニョス）
  - エコモダ〜愛と情熱の社長室（カタリーナ・アンヘル、ベルタ・ムーニョス）

#### アニメ
- おくびょうなカーレッジくん（シャーリー）
- スーパーマン（マギー・ソウヤー）
- デクスターズラボ（ママ）
- ピーター・パン2 ネバーランドの秘密
- リセス 〜ぼくらの休み時間〜（グローキー先生）
  - リセス 〜ぼくらの夏休みを守れ!〜